# Syzygium tetrapleurum
Syzygium tetrapleurum är en myrtenväxtart som beskrevs av Lily May Perry. Syzygium tetrapleurum ingår i släktet Syzygium och familjen myrtenväxter. Inga underarter finns listade i Catalogue of Life.